# Alternator

Strzałki pokazują napięcie wytwarzane w uzwojeniach alternatora przez wirujący magnes

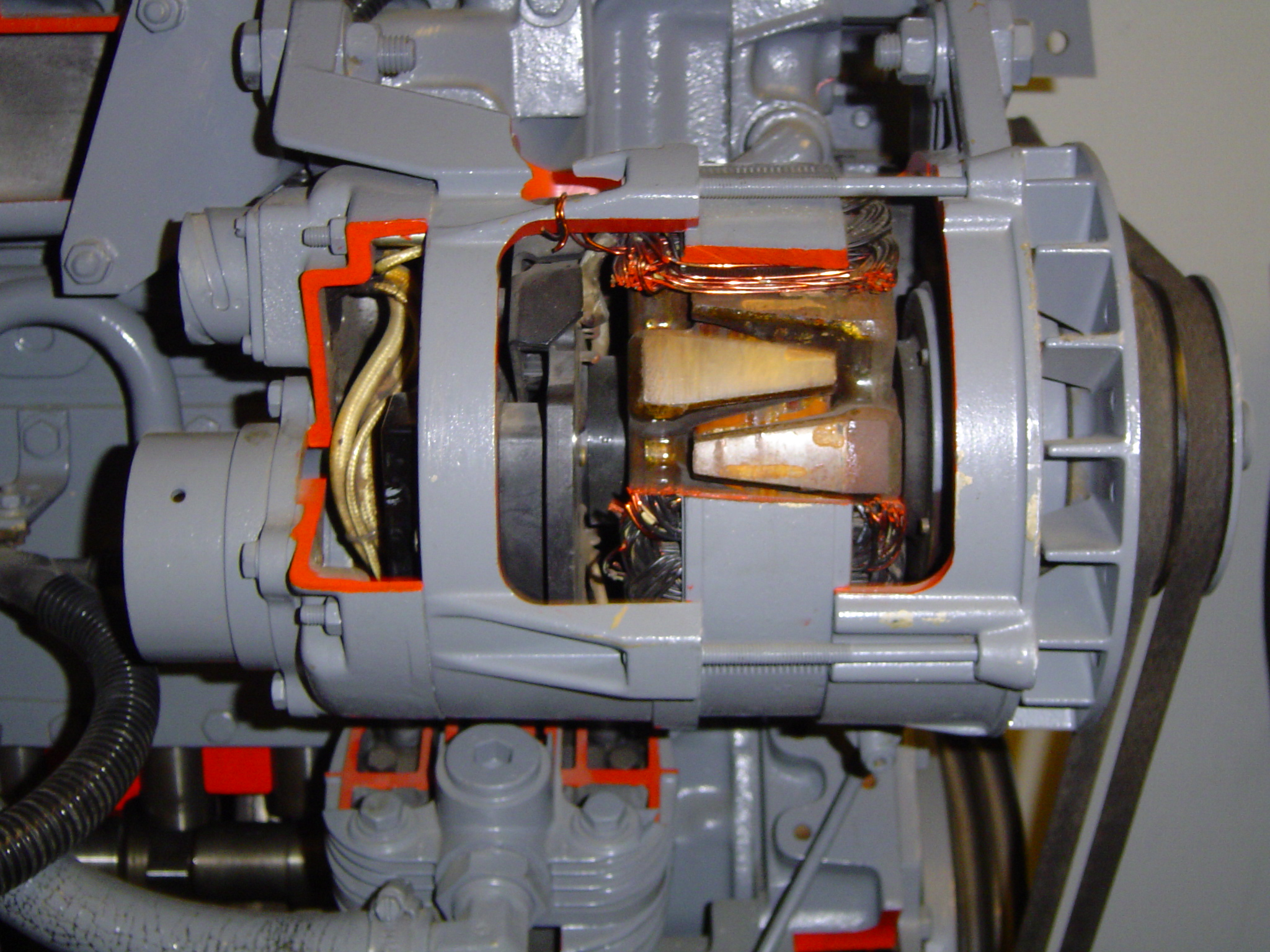
Alternator

Alternator (łac. alterno ‘wymieniam’, ‘przemieniam’) – prądnica prądu przemiennego, często trójfazowa. Służy do zmiany energii mechanicznej w prąd przemienny. Stosowany jest powszechnie jako źródło prądu w pojazdach mechanicznych. W alternatorze prąd jest wytwarzany w nieruchomych uzwojeniach stojana przez wielobiegunowe, wirujące pole magnetyczne wirnika. Pierwszy alternator skonstruował Nikola Tesla w 1891 i opatentował go w USA pod numerem 447921.
Alternator jest znacznie wydajniejszy i bardziej niezawodny od prądnicy prądu stałego, gdyż w przeciwieństwie do prądnicy główne uzwojenia robocze są w stojanie, a nie w wirniku, dzięki czemu nie ma potrzeby stosowania komutatora. Alternator jest wzbudzany podobnie do prądnicy prądu zmiennego przez uzwojenia wirnika, ale w alternatorze znajduje się jedno uzwojenie nawinięte osiowo, a wykonane z ferromagnetyka elementy kształtują odpowiednio pole magnetyczne w taki sposób, by podczas obrotu wirnika zmieniało się pole magnetyczne przenikające uzwojenia statora (stojana).
Dla zapewnienia współpracy z akumulatorem, który do ładowania wymaga prądu stałego, alternator ma wbudowany prostownik na diodach krzemowych. Często zawiera też wbudowany regulator napięcia.
Układ prostowania prądu ma często oddzielne diody do prostowania prądu głównego i oddzielne 3 diody do prostowania prądu używanego do wzbudzania alternatora (alternator 9-diodowy). Układ taki zapewnia, że podczas małych obrotów silnika lub przy ich braku przy wyłączonym silniku wirnik alternatora jest magnesowany przez lampkę kontrolną ładowania i pobiera prąd o niewielkim natężeniu z akumulatora, przeciwnie do prądnic i alternatorów 6-diodowych. W nowoczesnych samochodach układ prostowania i regulator poziomu wzbudzania, zwany regulatorem napięcia, są instalowane w alternatorze i zintegrowane ze szczotkami zasilającymi wirnik.
Obecnie alternatorów używa się znacznie częściej niż prądnic, ponieważ są od nich znacznie lżejsze i zdolne do wytwarzania prądu już przy niewielkiej prędkości obrotowej wirnika.